# 트래픽 콘

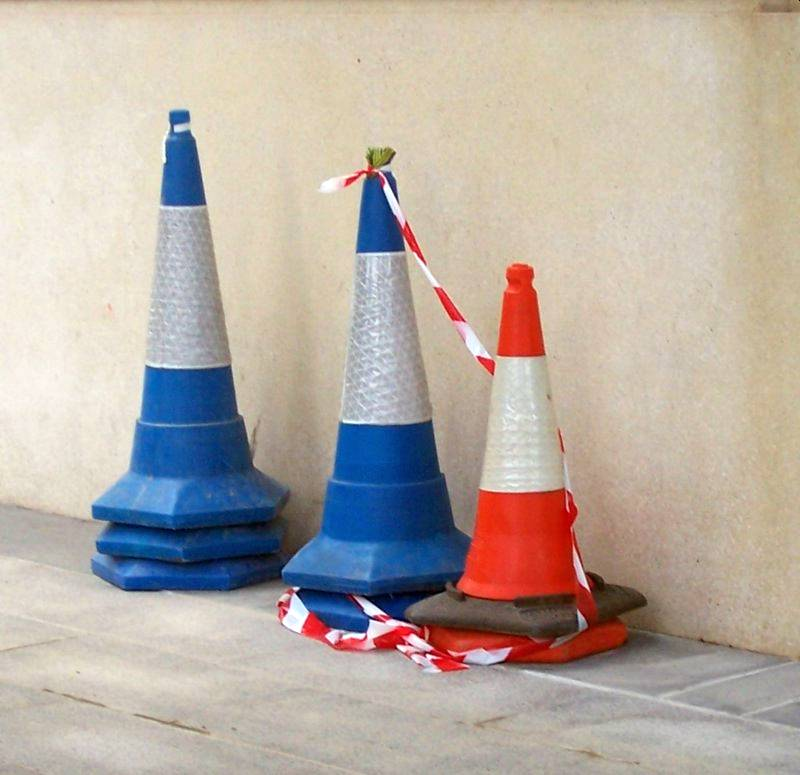

트래픽 콘(Traffic cone)은 일반적으로 일시적으로 안전한 방법으로 교통 방향을 바꾸기 위해 도로나 보도에 배치되는 원뿔 모양의 표시이다. 도로 건설 프로젝트나 자동차 사고 중에 차선을 분리하거나 병합하는 데 자주 사용되지만, 우회로가 장기간 제자리에 유지되어야 하는 경우에는 더 무겁고 영구적인 표시나 표지판이 사용된다.

## 역사
트래픽 콘은 미국인 찰스 D. 스캔런(Charles D. Scanlon)이 발명했다. 그는 로스앤젤레스 시의 거리 회화 부서에서 화가로 일하면서 손상되었거나 재도색 중인 도로를 표시하는 데 사용되는 전통적인 목재 삼각대와 장벽에 깊은 인상을 받지 못했다. 스캔런은 이러한 목조 구조물을 쉽게 부서지고 보기 어려우며 지나가는 차량에 위험하다고 간주했다. 스캔런의 고무 콘은 눈에 띄는 타격을 가하면 수직 위치로 돌아가도록 설계되었다. 그의 발명품에 대한 특허는 1943년에 부여되었다.
트래픽 콘은 1958년 M6 고속도로가 개통되면서 영국에서 처음 사용되었다. 이 트래픽 콘은 프레스턴 바이패스(Preston Bypass) 건설 중에 사용되는 빨간색 랜턴 파라핀 버너를 대체했다. 1961년 영국 옥스퍼드셔 주 버퍼드의 데이비드 모건(David Morgan)은 이전에 사용되었던 피라미드 모양의 목재 콘을 대체하는 최초의 실험적인 플라스틱 트래픽 콘을 만들었다고 생각한다.
미국에서는 1959년 5월 1일 캘리포니아주 오클랜드에 있는 PG&E(Pacific Gas and Electric Company)가 거리에 주차한 동안 서비스 트럭의 왼쪽 전면 및 왼쪽 후면 모서리에 주황색 트래픽 콘을 배치하여 가시성과 안전성을 높이는 정책을 채택했다. 이 정책은 직원인 케이블 스플라이서인 러셀 스토치(Russell Storch)의 제안에 따라 시행되었다. 그는 그의 제안으로 45달러를 받았다. 이 정책은 오늘날에도 여전히 사용되고 있다.
현대의 트래픽 콘은 일반적으로 밝은 색상의 열가소성 수지로 만들어진다. 병의 PVC를 재활용하여 트래픽 콘을 만들 수 있다.

## 같이 보기
- 볼라드
- 도로 교통 관제
- 트래픽 배리어